# Livinhac-le-Haut

Livinhac-le-Haut este o comună în departamentul Aveyron din sudul Franței. În 1 ianuarie 2022 avea o populație de 1.102 de locuitori.